# Pride of Nations
Pride of Nations ist ein rundenbasiertes Strategiespiel das in der Kolonialzeit des 19. Jahrhunderts spielt. Der Spieler übernimmt die Kontrolle über ein Land und führt es durch die Industrialisierung sowie die Eroberungen und Kolonisation ferner Länder. Das Spiel behandelt die Zeit zwischen 1850 und 1920.
Pride of Nations ist ein Globalstrategiespiel wie die auch von Paradox entwickelten Spiele Europa Universalis und Victoria.
Spielbare Länder sind: USA, Großbritannien, Deutschland, Frankreich, Japan, Russland, Österreich-Ungarn, Italien, Türkei und Belgien.

## Spielprinzip
Das Spiel behandelt den technologischen Fortschritt, die Innen- und Außenpolitik und die Kolonisation im Rahmen des Imperialismus. Wegen des Themas sind solche Staaten spielbar, die aktiv kolonialisierten. Im Vergleich zu vorherigen Spielen von Paradox wurde bei Pride of Nations die Diplomatie erweitert und die Künstliche Intelligenz verbessert.
Es gibt auch einen Multiplayer-Modus im Spiel.

## Steuerung
Auf einer Weltkarte werden in Draufsicht die Provinzen dargestellt. Das Spiel wird mit Maus und Tastatur gesteuert.

## Rezeption
Bodo Naser von 4Players bewertete das Spiel mit 69 %. Dabei kritisiert er die teilweise zu hohe Komplexität des Spiels.

„Trotz aller erwünschten Komplexität driftet das Spiel leider zu oft in Gefilde ab, wo es unnötig kompliziert wird.“

Das englischsprachige Spielemagazin PC Gamer vergab 79 Punkte.
PC Sektor aus Dänemark bewertete das Spiel mit 90 %
Meristation aus Spanien erteilte 7,5 von 10 Punkten.